# Bourbévelle
Bourbévelle är en kommun i departementet Haute-Saône i regionen Bourgogne-Franche-Comté i östra Frankrike. Kommunen ligger i kantonen Jussey som tillhör arrondissementet Vesoul. År 2022 hade Bourbévelle 75 invånare.

## Befolkningsutveckling
Antalet invånare i kommunen Bourbévelle
| Referens: INSEE |